# エドムント・ノイペルト

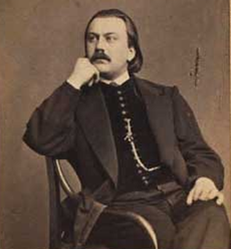
エドムント・ノイペルト

エドムント・ノイペルト（Carl Fredrik Edmund Neupert、1842年4月1日 - 1888年6月22日、エドムン・ネウペットとも）は、ノルウェーのピアニスト、作曲家である。エドヴァルド・グリーグのピアノ協奏曲イ短調の初演者として名を残している。

## 生涯
ノイペルトは、15歳でベルリンへ音楽の勉強のために留学し、22歳でピアニストとしてデビューを果たして高い評価を受けた。
後に同じくベルリンにあるStern'sches音楽学校で1866年から1868年の間、教鞭を執った。その後コペンハーゲンに転居し、その地の音楽学校に2年間勤めた。
1881年に、彼はモスクワに引越し、1882年にはクリスチャニア（現在のオスロ）に移って、ピアノ学校で子供たちを教えた。1883年からはニューヨークに滞在し、屈指の名ピアニストとして注目を集め、しばしばフランツ・リストと比較されるほどであった。
ノイペルトは、肺水腫と心臓病を起こし、1888年6月22日にニューヨークで死去した。
ノイペルトの名は、現在においては1869年4月3日にコペンハーゲンで初演されたグリーグのピアノ協奏曲の初演者としてもっとも知られている。
なお、アガーテ・バッケル＝グロンダールのピアノ曲『6つの演奏会用エチュードOp.11』（6 concert-etuder, Op. 11、1881年）の第4-6番はノイペルトに献呈されている。

## 主な作品
- 24 Concert-Etüden
- 24 Octav-Etüden